# Eupithecia transacta
Eupithecia transacta là một loài bướm đêm trong họ Geometridae.